# Loir-et-Cher
Loir-et-Cher é um departamento da França localizado na região Centro. Sua capital é a cidade de Blois.

## Comunas
- Areines
- Arville (Loir-et-Cher)
- Avaray
- Artins
- Nourray